# Jonathan Falck
Jonathan August Falck, född 10 oktober 1954 i Helsingborgs stadsförsamling, är en svensk journalist.
Jonathan Falck är son till regissören Johan Falck och Karin, ogift Almkvist, sonson till August Falck och Manda Björling samt brorson till Renée Björling.
Falck gjorde värnplikten vid Tolkskolan. Han började studera journalistik 1979, efter studier i statskunskap och nationalekonomi på Göteborgs universitet. Han började på Göteborgs-Posten som semestervikarie på sportredaktionen ungefär 1979. Han var redaktionschef på Göteborgs-Posten 1996–2001 och chefredaktör 2001-12.